# Sauris metaphaea
Sauris metaphaea là một loài bướm đêm trong họ Geometridae.